# Lasiochlamys mandjeliana
Lasiochlamys mandjeliana är en videväxtart som beskrevs av Herman Otto Sleumer. Lasiochlamys mandjeliana ingår i släktet Lasiochlamys och familjen videväxter. Inga underarter finns listade i Catalogue of Life.